# 218
218 (CCXVIII na numeração romana) foi um ano comum do século III do Calendário Juliano, da Era de Cristo, teve início a uma quinta-feira  e terminou também a uma quinta-feira, a sua letra dominical foi D (53 semanas)
| Ano completo                        |
| ----------------------------------- |
| Ano comum com início à quinta-feira |

## Eventos
- 8 de Junho - Batalha de Antioquia, travada entre duas forças do exército romano, entre as do imperador Macrino e as de Heliogábalo que venceu e foi coroado imperador em seguida.

## Nascimentos
- Galiano, imperador romano (m. 268)